# Antanimasaka (Marovoay)
Antanimasaka est une commune urbaine malgache située dans la partie centre de la région de Boeny.